# Reserva índia de Bay Mills
Bay Mills és una reserva de la banda Chippewa de Sault Sainte Marie establerta a Michigan. Té una extensió de 3,494 acres (14,14 km²) i una població registrada de 1.309 habitants.
Fou constituïda per la unió de quatre comunitats preexistents mercès a l'Indian Reorganization Act del 1934. El 1960 redactaren la seva actual constitució, modificant l'original del 1937.
Actualment el portaveu i cap tribal és Jack Person.